# Aino-Kaisa Saarinen
Aino-Kaisa Saarinen (n. 1 februarie 1979, Hollola, Häme Province⁠(d), Finlanda) este o schioară de fond finlandeză, medaliată olimpică. A participat la 4 ediții ale Jocurilor Olimpice (2002, 2006, 2010, 2014) în care a câștigat două medalii de argint și două medalii de bronz.